# جوزيف بيرك
جوزيف بيرك (31 يناير 1923 بدبلن في جمهورية أيرلندا - 26 يونيو 2005)  (بالإنجليزية: Joseph Burke)‏ هو لاعب كريكت أيرلندي. شارك مع منتخب أيرلندا للكريكت.

## وصلات خارجية
- جوزيف بيرك على موقع إي آس بي آن كريك إنفو (الإنجليزية)